# Molgula citrina
Molgula citrina is een zakpijpensoort uit de familie van de Molgulidae. De wetenschappelijke naam van de soort werd in 1848 voor het eerst geldig gepubliceerd door Alder & Hancock.

## Beschrijving
Molgula citrina is een kleine, bol- tot eivormige, solitaire zakpijpensoort, die kan uitgroeien tot een diameter van 18 mm. De mantel (buitenkant van de zakpijp) is grijsgroen en stevig, met weinig sedimentdeeltjes die eraan hechten. Dit onderscheidt deze soort van veel ander soorten in dit geslacht. De sifons zijn ver uit elkaar geplaatst. De buccale sifon, waardoor water in de lichaamsholte wordt gezogen, heeft zes lobben, terwijl de atriale sifon, waardoor het water weggaat, kort is en vier lobben heeft. Ongeveer veertien vertakte tentakels omringen de basis van de buccale sifon en voorkomen dat te grote deeltjes de lichaamsholte binnendringen.

## Verspreiding
Molgula citrina werd beschreven vanaf de Britse Eilanden en zijn verspreidingsgebied strekt zich uit over de Noord-Atlantische Oceaan, inclusief Noord-Amerika en Europa. In 2008 werd de soort gemeld vanuit Alaska en werd vervolgens ook gevonden als exoot in Oregon en Noord-Californië. Het kan de Arctische wateren hebben doorkruist als biofouling in het ballastwater van een schip, die wordt verwarmd om de motoren te beschermen tegen bevriezing.